# Totsivi
Totsivi est une ville de l'agglomération de Lomé, la capitale du Togo. Totsivi est situé au nord de Lomé, près d'Agbalépédogan, du CHU et de l'université de Lomé. Elle est véritablement connu à travers le marché de Totsi et par l'Église catholique qui reçoit des milliers de personnes chaque jour de cultes. On y observe aussi la grande et magnifique maison du meilleur joueur togolais Adebayor situé sur les pavés de l'avenue Piya.